# Ugo Gregorin
Ugo Gregorin (Turriaco, 19 febbraio 1925 – Bollate, 26 febbraio 2010) è stato un calciatore italiano, di ruolo centrocampista o attaccante.

## Carriera
Ala, giocò in Serie A nella Fiorentina, collezionando complessivamente 20 presenze e 7 reti in massima serie. Il punto più alto della sua carriera è indubbiamente la doppietta realizzata al Grande Torino, nell'incontro disputato al Filadelfia il 22 dicembre 1946 e conclusosi peraltro col successo dei granata per 7 a 2.